# 水气球

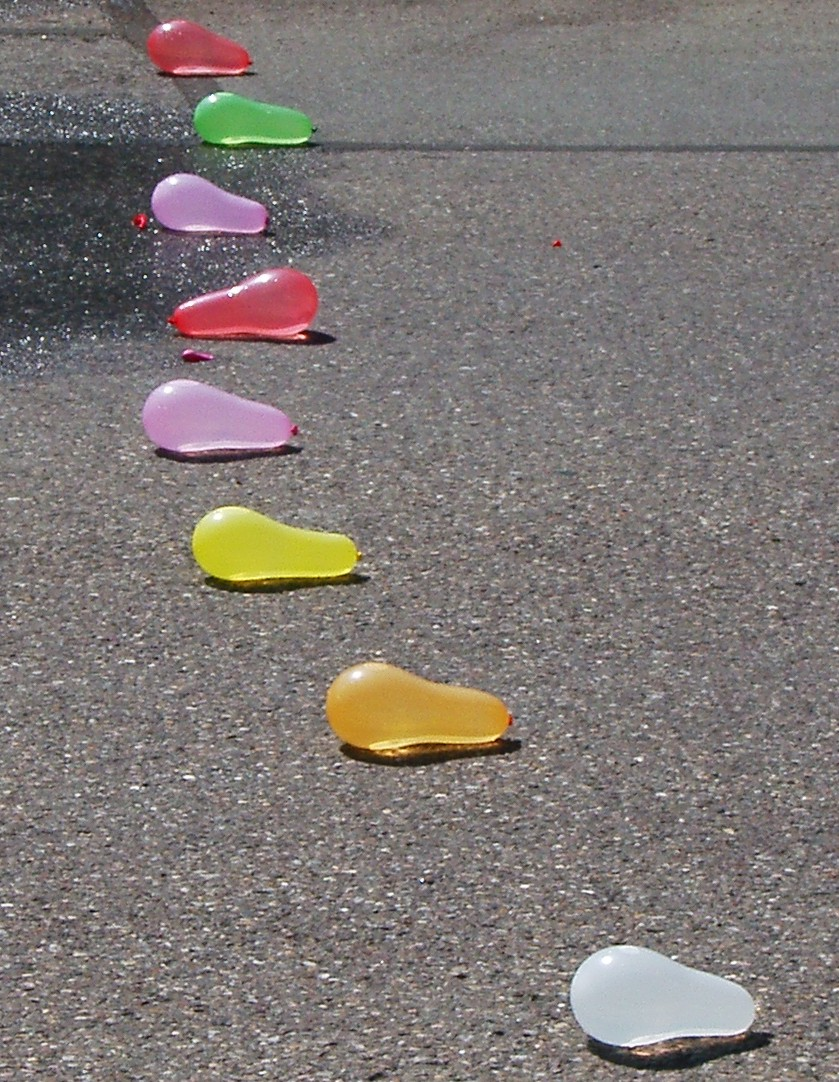
一些水气球横在人行道上

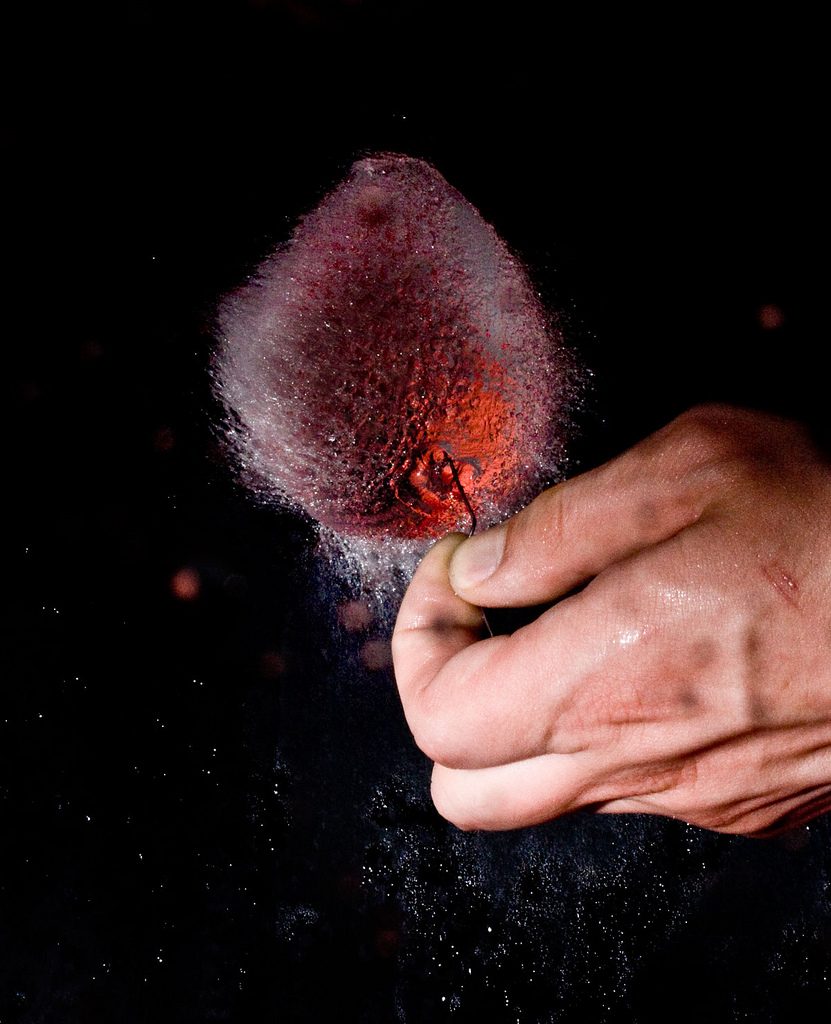
高速摄影机下扎破的水气球

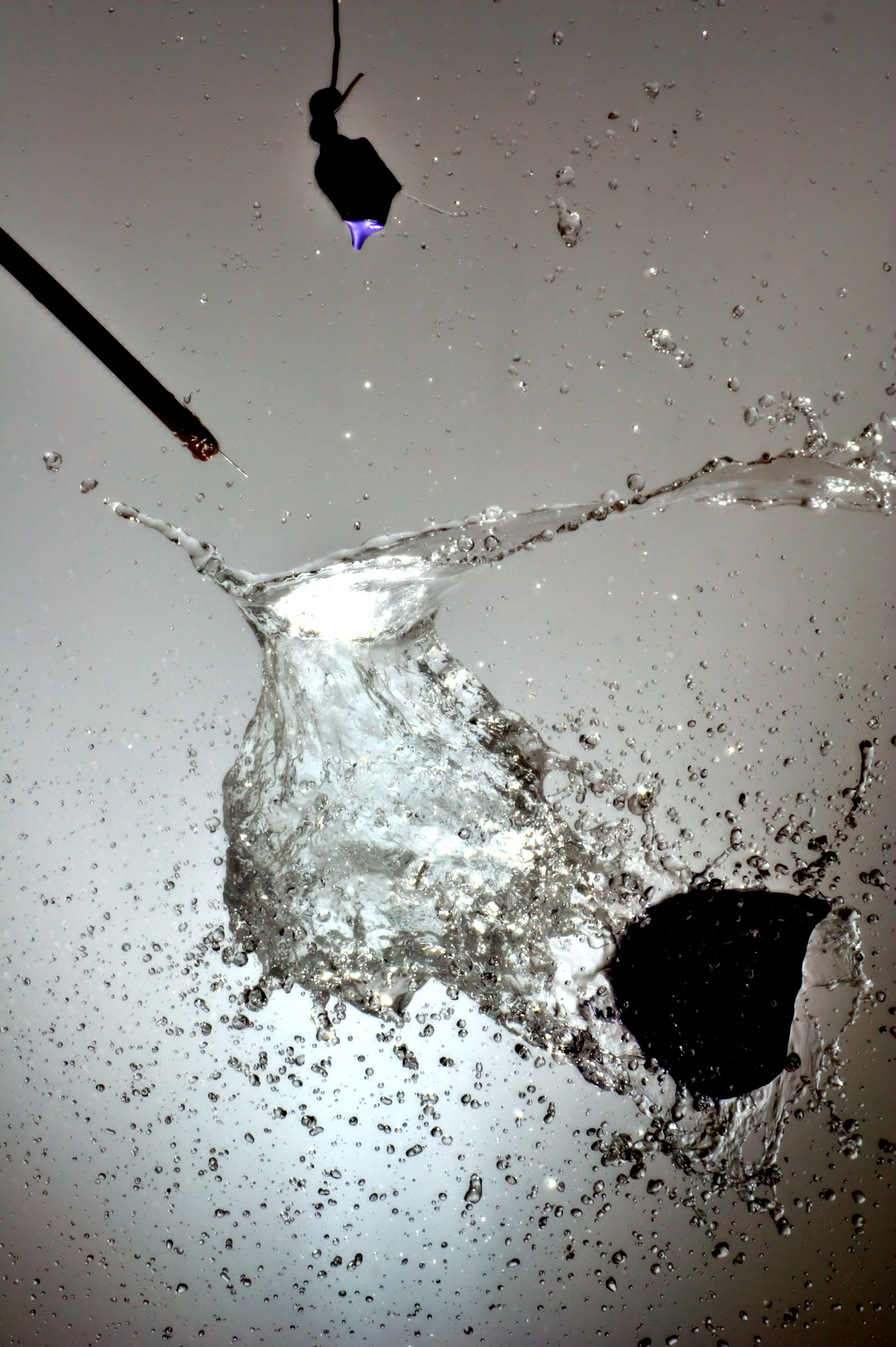
爆炸的水气球

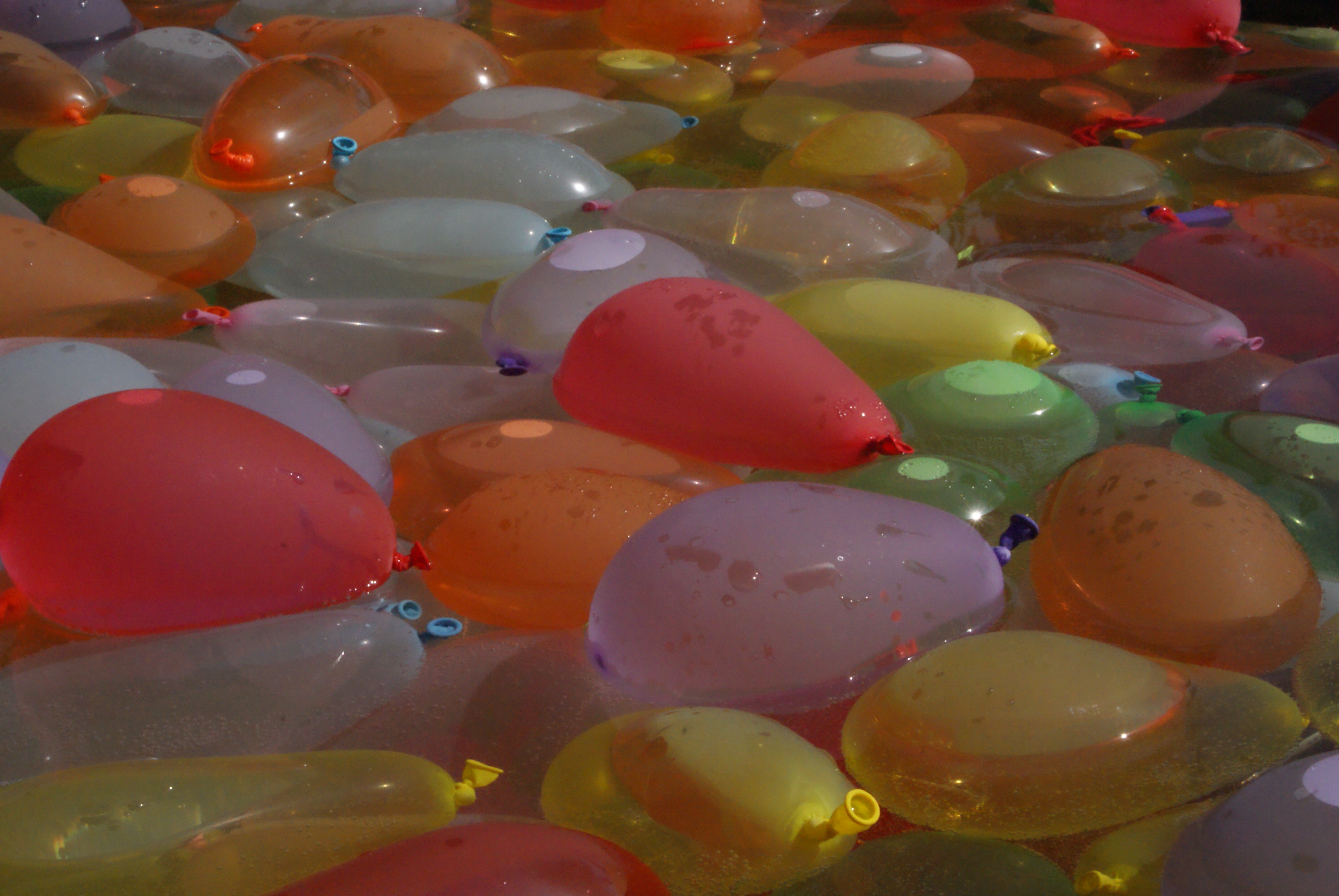
为了防止水气球破裂，它们被泡在水里

水气球，又稱水球、水弹，是指一种用水灌满的橡胶气球。作为一种降温的手段，在夏日人们常会使用水气球来打水仗。许多南亚国家会使用水气球来庆祝节日，如印度、尼泊尔等国家的侯丽节和一些狂欢节。